# Bonabeke
Bonabeke est un quartier de la ville de Yabassi dans le département du Nkam au Cameroun, dans la région du Littoral.

## Population et environnement
En 1967, le quartier de Bonabeke avait 962 habitants. La population de Bonabeke était de 1081 habitants dont 548 hommes et 533 femmes, lors du recensement de 2005.